# Discografia de Zezé Di Camargo & Luciano
Esta é uma página que mostra a discografia completa da dupla Zezé Di Camargo & Luciano. Consiste em 22 álbuns de estúdio (contando com dois em espanhol), cinco álbuns ao vivo, um EP e seis álbuns de vídeo. Toda essa trajetória começou com a canção "É o Amor", composta pelo próprio Zezé Di Camargo, que de longe é a canção de maior sucesso da dupla juntamente com "No Dia Em Que Eu Saí de Casa". Fontes divergem em relação as vendas da dupla, algumas delas falam em mais de 20 milhões enquanto outras mais de 40 milhões de discos.

## Álbuns

### Álbuns de estúdio
| Ano  | Álbum                                                                                      | Certificações         | Vendas                                 |
| ---- | ------------------------------------------------------------------------------------------ | --------------------- | -------------------------------------- |
| 1991 | Zezé Di Camargo & Luciano - Lançamento: 1991 - Formato: LP, K7, CD - Gravadora: Copacabana | - PMB: Diamante       | - Vendas totais: 2.000.000             |
| 1992 | Zezé Di Camargo & Luciano - Lançamento: 1992 - Formato: LP, K7, CD - Gravadora: Copacabana | - PMB: Diamante       | - Vendas certificadas: 1.000.000       |
| 1993 | Zezé Di Camargo & Luciano - Lançamento: 1993 - Formato: LP, K7, CD - Gravadora: Columbia   | - PMB: Diamante       | - Vendas certificadas: 1.000.000       |
| 1994 | Zezé Di Camargo & Luciano - Lançamento: 1994 - Formato: LP, K7, CD - Gravadora: Columbia   | - PMB: Diamante       | - Vendas certificadas: 1.000.000       |
| 1995 | Zezé Di Camargo & Luciano - Lançamento: 1995 - Formato: LP, K7, CD - Gravadora: Columbia   | - PMB: Diamante       | - Vendas certificadas: 2.000.000       |
| 1996 | Zezé Di Camargo & Luciano - Lançamento: 1996 - Formato: LP, K7, CD - Gravadora: Columbia   | - PMB: Diamante       | - Vendas totais: 1.600.000             |
| 1997 | Zezé Di Camargo & Luciano - Lançamento: 1997 - Formato: CD - Gravadora: Columbia           | - PMB: Diamante       | - Vendas totais: 1.700.000             |
| 1998 | Zezé Di Camargo & Luciano - Lançamento: 1998 - Formato: CD - Gravadora: Columbia           | - PMB: Diamante       | - Vendas certificadas: 1.700.000       |
| 1999 | Zezé Di Camargo & Luciano - Lançamento: 1999 - Formato: CD - Gravadora: Columbia           | - PMB: Diamante       | - Vendas certificadas: 1.000.000       |
| 2000 | Zezé Di Camargo & Luciano - Lançamento: 2000 - Formato: CD - Gravadora: Columbia           | - PMB: Diamante       | - Vendas certificadas do CD: 1.000.000 |
| 2001 | Zezé Di Camargo & Luciano - Lançamento: 2001 - Formato: CD - Gravadora: Columbia           | - PMB: Platina triplo | - Vendas certificadas: 1.000.000       |
| 2002 | Zezé Di Camargo & Luciano - Lançamento: 2002 - Formato: CD - Gravadora: Columbia           | - PMB: Platina duplo  | - Vendas certificadas: 500.000         |
| 2003 | Zezé Di Camargo & Luciano - Lançamento: 2003 - Formato: CD - Gravadora: Columbia           | - PMB: Platina duplo  | - Vendas certificadas: 500.000         |
| 2005 | Zezé Di Camargo & Luciano - Lançamento: 2005 - Formato: CD - Gravadora: Columbia           | - PMB: Platina triplo | - Vendas certificadas: 375.000         |
| 2008 | Zezé Di Camargo & Luciano - Lançamento: 2008 - Formato: CD - Gravadora: Sony               | - PMB: Platina triplo | - Vendas totais: 450.000               |
| 2010 | Double Face - Lançamento: 2010 - Formato: CD duplo - Gravadora: Sony                       |                       | - Vendas totais: 100.000               |
| 2012 | Zezé Di Camargo & Luciano - Lançamento: 2012 - Formato: CD - Gravadora: Sony               |                       |                                        |
| 2014 | Teorias de Raul - Lançamento: 2014 - Formato: CD - Gravadora: Sony                         |                       | - Vendas totais: 100.000               |
| 2016 | Dois Tempos - Lançamento: 2016 - Formato: CD - Gravadora: Sony                             |                       |                                        |
| 2017 | Dois Tempos - Parte 2 - Lançamento: 2017 - Formato: CD - Gravadora: Sony                   |                       |                                        |

### Álbuns em língua castelhana
| Ano  | Álbum                                                                                        | Certificações | Vendas                   |
| ---- | -------------------------------------------------------------------------------------------- | ------------- | ------------------------ |
| 1994 | Camargo & Luciano - Lançamento: 1994 - Formato: LP, K7, CD - Gravadora: Columbia             |               | - Vendas totais: 180.000 |
| 2002 | Zezé Di Camargo & Luciano em Espanhol - Lançamento: 2002 - Formato: CD - Gravadora: Columbia |               |                          |

### Álbuns ao vivo
| Ano  | Álbum | Certificações         | Vendas                   |
| ---- | --- | --------------------- | ------------------------ |
| 2000 | Ao Vivo - Lançamento: 2000 - Formato: CD duplo - Gravadora: Columbia                                                                            | - PMB: Platina-Triplo | - Vendas totais: 750.000 |
| 2006 | Diferente - Lançamento: 2006 - Formato: CD - Gravadora: Sony BMG                                                                                | - PMB: Platina        | - Vendas totais: 100.000 |
| 2009 | Duas Horas de Sucesso Ao Vivo - Lançamento: 2009 - Formato: CD duplo - Gravadora: Sony                                                          | - PMB: Platina        | - Vendas totais: 100.000 |
| 2015 | Flores em Vida Ao Vivo - Lançamento: 2015 - Formato: CD - Gravadora: Sony                                                                       |                       |                          |
| 2019 | A História Continua - Ao Vivo em São Paulo (com Chitãozinho & Xororó e Leonardo) - Lançamento: 2019 - Formato: Streaming - Gravadora: Som Livre |                       |                          |

### EPs
| Ano  | Álbum                                                      | Certificações  | Vendas                   |
| ---- | ---------------------------------------------------------- | -------------- | ------------------------ |
| 2013 | Teorias - Lançamento: 2013 - Formato: EP - Gravadora: Sony | * PMB: Platina | - Vendas totais: 300.000 |

### Coletâneas oficiais
| Ano  | Álbum | Certificações        | Vendas                         |
| ---- | --- | -------------------- | ------------------------------ |
| 2004 | Dois Corações e Uma História - Lançamento: 2004 - Formato: Box set (7 CDs + 1 DVD) - Gravadora: Columbia         | - PMB: Platina duplo | - Vendas certificadas: 250.000 |
| 2006 | Edição Especial - 15 Anos de Sucesso - Lançamento: 2006 - Formato: Box set (3 CDs + 1 DVD) - Gravadora: Sony BMG |                      |                                |
| 2007 | Raridades - Lançamento: 2007 - Formato: CD - Gravadora: Som Livre                                                | - PMB: Ouro          | - Vendas certificadas: 50.000  |
| 2011 | 20 Anos de Sucesso - Lançamento: 2011 - Formato: CD - Gravadora: Sony                                            |                      | - Vendas totais: 200.000       |
| 2016 | 25 Anos de Sucesso - Lançamento: 2016 - Formato: Box set (26 CDs) - Gravadora: Sony                              |                      |                                |

## Singles
| Ano                   | Single                                                          | Álbum                                    |
| --------------------- | --------------------------------------------------------------- | ---------------------------------------- |
| 1991                  | "É o Amor"                                                      | Zezé Di Camargo & Luciano                |
| 1991                  | "Quem Sou Eu Sem Ela"                                           | Zezé Di Camargo & Luciano                |
| 1992                  | "Eu Te Amo" (And I Love Her)"                                   | Zezé Di Camargo & Luciano                |
| 1992                  | "Coração Está Em Pedaços"                                       | Zezé Di Camargo & Luciano                |
| 1992                  | "Muda de Vida"                                                  | Zezé Di Camargo & Luciano                |
| 1993                  | "Coração na Contra-Mão"                                         | Zezé Di Camargo & Luciano                |
| 1993                  | "Me Leva Pra Casa"                                              | Zezé Di Camargo & Luciano                |
| 1993                  | "Cara ou Coroa" (A Cara O Cruz)                                 | Zezé Di Camargo & Luciano                |
| 1993                  | "Saudade Bandida"                                               | Zezé Di Camargo & Luciano                |
| 1993                  | "Faz Mais Uma Vez Comigo"                                       | Zezé Di Camargo & Luciano                |
| 1994                  | "Tudo de Novo"                                                  | Zezé Di Camargo & Luciano                |
| 1994                  | "Eu Só Penso Em Você" (Always On My Mind) (part. Willie Nelson) | Zezé Di Camargo & Luciano                |
| 1994                  | "Melhor Que Antes"                                              | Zezé Di Camargo & Luciano                |
| 1994                  | "Vem Cuidar de Mim"                                             | Zezé Di Camargo & Luciano                |
| 1994                  | "Salva Meu Coração"                                             | Zezé Di Camargo & Luciano                |
| 1995                  | "Você Vai Ver"                                                  | Zezé Di Camargo & Luciano                |
| 1995                  | "Como Um Anjo"                                                  | Zezé Di Camargo & Luciano                |
| 1995                  | "Foi a Primeira Vez"                                            | Zezé Di Camargo & Luciano                |
| 1995                  | "Pão de Mel"                                                    | Zezé Di Camargo & Luciano                |
| 1995                  | "Vem Ficar Comigo"                                              | Zezé Di Camargo & Luciano                |
| 1995                  | "Menina Veneno"                                                 | Zezé Di Camargo & Luciano                |
| 1996                  | "Sem Medo de Ser Feliz"                                         | Zezé Di Camargo & Luciano                |
| 1996                  | "Preciso Ser Amado"                                             | Zezé Di Camargo & Luciano                |
| 1996                  | "Indiferença"                                                   | Zezé Di Camargo & Luciano                |
| 1997                  | "Sorriso Bonito"                                                | Zezé Di Camargo & Luciano                |
| 1997                  | "Vivendo Por Viver"                                             | Zezé Di Camargo & Luciano                |
| 1997                  | "Toma Juízo"                                                    | Zezé Di Camargo & Luciano                |
| 1997                  | "É Minha Vida"                                                  | Zezé Di Camargo & Luciano                |
| 1998                  | "Cada Volta é Um Recomeço"                                      | Zezé Di Camargo & Luciano                |
| 1998                  | "Felicidade, Que Saudade de Você"                               | Zezé Di Camargo & Luciano                |
| 1998                  | "Pra Não Pensar Em Você"                                        | Zezé Di Camargo & Luciano                |
| 1999                  | "Dois Corações e Uma História"                                  | Zezé Di Camargo & Luciano                |
| 1999                  | "Pior é Te Perder"                                              | Zezé Di Camargo & Luciano                |
| 1999                  | "Pare!"                                                         | Zezé Di Camargo & Luciano                |
| 1999                  | "Será Que Foi Saudade?"                                         | Zezé Di Camargo & Luciano                |
| 2000                  | "Amor Selvagem"                                                 | Zezé Di Camargo & Luciano                |
| 2000                  | "Mexe Que é Bom"                                                | Ao Vivo                                  |
| 2000                  | "Da Boca pra Fora"                                              | Ao Vivo                                  |
| 2000                  | "Antes de Voltar Pra Casa"                                      | Zezé Di Camargo & Luciano                |
| 2001                  | "O Que é Que Eu Faço?"                                          | Zezé Di Camargo & Luciano                |
| 2001                  | "Sem Você"                                                      | Zezé Di Camargo & Luciano                |
| 2001                  | "Dou a Vida Por Um Beijo"                                       | Zezé Di Camargo & Luciano                |
| 2001                  | "Tarde Demais"                                                  | Zezé Di Camargo & Luciano                |
| 2001                  | "Passou da Conta"                                               | Zezé Di Camargo & Luciano                |
| 2001                  | "Pra Sempre Em Mim" (You Needed Me)                             | Zezé Di Camargo & Luciano                |
| 2002                  |                                                                 | Zezé Di Camargo & Luciano                |
| "Nem Mais Uma Dúvida" |                                                                 | Zezé Di Camargo & Luciano                |
| "A Ferro e Fogo"      | Zezé Di Camargo & Luciano                                       |                                          |
| "Sufocado" (Drowning) | Zezé Di Camargo & Luciano                                       |                                          |
| 2003                  | Zezé Di Camargo & Luciano                                       | "Preciso de Um Tempo"                    |
| 2003                  | "Pra Mudar a Minha Vida"                                        | Zezé Di Camargo & Luciano                |
| 2004                  | "Galera Felicidade"                                             | Zezé Di Camargo & Luciano                |
| 2004                  | "Pra Sempre"                                                    | Zezé Di Camargo & Luciano                |
| 2004                  | "Nosso Amor é Ouro"                                             | Zezé Di Camargo & Luciano                |
| 2004                  | "Eu Amo"                                                        | Zezé Di Camargo & Luciano                |
| 2005                  | "Fui Eu"                                                        | Zezé Di Camargo & Luciano                |
| 2005                  | "Agora Aguenta Nóis"                                            | Zezé Di Camargo & Luciano                |
| 2005                  | "Como Vai Você" (part. Antônio Marcos)                          | 2 Filhos de Francisco                    |
| 2005                  | "No Dia Em Que Eu Saí de Casa"                                  | 2 Filhos de Francisco                    |
| 2005                  | "Fera Mansa"                                                    | Zezé Di Camargo & Luciano                |
| 2005                  | "Foi"                                                           | Zezé Di Camargo & Luciano                |
| 2006                  | "Átomos"                                                        | Zezé Di Camargo & Luciano                |
| 2006                  | "Tempo Perdido"                                                 | 15 Anos de Sucesso                       |
| 2006                  | "Diz Pro Meu Olhar"                                             | Diferente                                |
| 2006                  | "Amor Que Fica" (part. Ivete Sangalo)                           | Diferente                                |
| 2007                  |                                                                 | Diferente                                |
| "Olha Eu Aí"          |                                                                 | Diferente                                |
| 2008                  | "Chega"                                                         |                                          |
| 2008                  | "A Garota de Ontem" (The Girl From Yesterday) (part. KLB)       |                                          |
| 2008                  | "O Que Vai Ser de Nós"                                          | Zezé Di Camargo & Luciano                |
| 2009                  | "Não Quero Te Perder"                                           | Zezé Di Camargo & Luciano                |
| 2009                  | "Faça Alguma Coisa"                                             | Zezé Di Camargo & Luciano                |
| 2009                  | "O Povo Fala"                                                   | Zezé Di Camargo & Luciano                |
| 2010                  | "Tapa na Cara"                                                  | Double Face                              |
| 2010                  | "Tão Linda e Tão Louca"                                         | Double Face                              |
| 2011                  | "Mentes Tão Bem" (Mientes Tan Bien)                             | Double Face                              |
| 2012                  | "Sonho de Amor"                                                 | Zezé Di Camargo & Luciano                |
| 2012                  | "Sou Seu Amor e Você é a Minha Vida"                            | Zezé Di Camargo & Luciano                |
| 2012                  | "Criação Divina" (part. Paula Fernandes)                        | Zezé Di Camargo & Luciano                |
| 2013                  | "Eu Tô na Pista, Eu Tô Solteiro"                                | Zezé Di Camargo & Luciano                |
| 2013                  | "Labirinto"                                                     | Zezé Di Camargo & Luciano                |
| 2013                  | "Teorias"                                                       | Teorias                                  |
| 2014                  | "Flores em Vida"                                                | Teorias de Raul                          |
| 2015                  | "O Defensor"                                                    | Flores em Vida ao Vivo                   |
| 2015                  | "Se For pra Judiar"                                             | Flores em Vida ao Vivo                   |
| 2016                  | "Eu e Você"                                                     | Dois Tempos                              |
| 2016                  | "Cotovelo Vai Doer"                                             | Dois Tempos                              |
| 2017                  | "Destino"                                                       | Dois Tempos - Parte 2                    |
| 2018                  | "Reggae in Roça"                                                |                                          |
| 2018                  | "Anjo do Amor"                                                  | Dois Tempos - Parte 2                    |
| 2019                  | "Única" (com Chitãozinho & Xororó e Leonardo)                   | A História Continua ao Vivo em São Paulo |
| 2020                  | "Vai Dar Tudo Certo"                                            |                                          |
| 2021                  | "Uma Hora e Meia"                                               |                                          |

### Como artista convidado
| Ano  | Single                                                           | Artista                         | Álbum                                            |
| ---- | ---------------------------------------------------------------- | ------------------------------- | ------------------------------------------------ |
| 1991 | "Águas Passadas"                                                 | Fafá de Belém                   | Doces Palavras                                   |
| 1992 | '' Me Engana Que Eu Gosto                                        | Fátima Leão                     | Fátima Leão                                      |
| 1994 | '' Já Sou Quase um Homem''                                       | Ronny Mota                      | Ronny Mota                                       |
| 1996 | "Pombinha Branca"                                                | Chitãozinho & Xororó            | Clássicos Sertanejos                             |
| 1996 | "Falhaste Coração"                                               | Angela Maria                    | Amigos                                           |
| 1998 | "Retrovisor"                                                     | Fagner                          | Amigos e Canções                                 |
| 1998 | "Dois Amigos"                                                    | Julio Iglesias                  |                                                  |
| 1999 | "Todas as Manhãs"                                                | Sérgio Reis                     | Sérgio Reis e Convidados                         |
| 1999 | "Pense em Mim"                                                   | Vários artistas                 | Tributo a Leandro                                |
| 2001 | "Tenho Sede"                                                     | Dominguinhos                    | Nova Série                                       |
| 2001 | "Definitivo Amor"                                                | Joanna                          | Eu Estou Bem                                     |
| 2001 | "Quando Você Diz Que Me Ama (When You Tell Me That You Love Me)" | Sylvinha Araújo                 | Suave é a Noite                                  |
| 2001 | "Romaria" (com Daniel)                                           | Vários artistas                 | Direito de Viver Vol. 1                          |
| 2002 | "Yolanda"                                                        | Vários artistas                 | Direito de Viver Vol. 2                          |
| 2003 | "Milagre da Flecha"                                              | Vários artistas                 | Direito de Viver Vol. 3                          |
| 2003 | "Não Quero Te Perder"                                            | Ana Maria Braga                 | Sou Eu                                           |
| 2003 | "A Ferro e Fogo"                                                 | Daniel                          | 20 Anos de Carreira - Ao Vivo                    |
| 2003 | "Fui Eu"                                                         | Michael Sullivan                | Duetos                                           |
| 2004 | "Quem é Ele?"                                                    | Vários artistas                 | Direito de Viver Vol. 4                          |
| 2005 | "Fera Mansa"                                                     | Vários artistas                 | Direito de Viver Vol. 5                          |
| 2005 | "Do Outro Lado da Cidade"                                        | Guilherme & Santiago            | 10 Anos - Acústico ao Vivo                       |
| 2007 | "Nunca Amei Assim"                                               | Rick & Renner                   | Coisa de Deus                                    |
| 2007 | "Deus Me Livre"                                                  | Ataíde & Alexandre              | Do Jeito Que a Galera Gosta                      |
| 2007 | "Bebedeira"                                                      | Grupo Tradição                  | Micareta Sertaneja                               |
| 2008 | "Quem é Ele?"                                                    | KLB                             | Entre o Céu e a Terra                            |
| 2009 | "Juro Que Te Esqueço"                                            | Eduardo Costa                   | Tem Tudo a Ver                                   |
| 2009 | "O Amor de Antes"                                                | Hugo & Tiago                    | Sou Eu                                           |
| 2009 | "No Meio de Nós"                                                 | Padre Fábio de Melo             | Iluminar                                         |
| 2010 | "Quem Canta Não Para" (Somente o Zezé)                           | Edson                           | Edson e Você                                     |
| 2010 | "O Portão", "Quando" (com Daniel)                                | Roberto Carlos                  | Emoções Sertanejas                               |
| 2011 | "Amor Distante / Inquilina de Violeiro"                          | Luan Santana                    | Luan Santana Ao Vivo no Rio                      |
| 2011 | "Dou a Vida Por Um Beijo"                                        | Hugo Pena & Gabriel             | Hugo Pena & Gabriel - Ao Vivo                    |
| 2011 | "Alô"                                                            | Chitãozinho & Xororó            | 40 Anos Entre Amigos                             |
| 2012 | "Quando Você Some"                                               | Victor & Leo                    | Ao Vivo em Floripa                               |
| 2013 | "Imprevisível"                                                   | Maria Cecília & Rodolfo         | Com Você                                         |
| 2013 | "Coração na Contramão"                                           | Paula Fernandes                 | Multishow ao Vivo: Paula Fernandes - Um Ser Amor |
| 2013 | "Pior é Te Perder / O Porre Nosso de Cada Dia"                   | Naldo                           | Multishow ao Vivo Naldo Benny                    |
| 2014 | "Sera Que é Amor"                                                | Diego & Danimar                 | Dois Corações e Uma História de Amor             |
| 2014 | "Do Outro Lado da Moeda"                                         | Gusttavo Lima                   | Do Outro Lado da Moeda                           |
| 2014 | "Ainda Ontem Chorei de Saudade"                                  | Michel Teló                     | Bem Sertanejo                                    |
| 2015 | "Me Leva Pra Casa"                                               | João Bosco & Vinícius           | Estrada de Chão                                  |
| 2015 | "Primeiro Amor"                                                  | Maurício Mattar                 | 20 Anos de Música                                |
| 2015 | "Saudade (Citação: Te Extraño)"                                  | Gusttavo Lima                   | Buteco do Gusttavo Lima                          |
| 2015 | "Do Outro Lado da Moeda"                                         | Gusttavo Lima                   | Buteco do Gusttavo Lima                          |
| 2017 | "Pra Que Deixar Pra Amanhã"                                      | Felipe Araújo                   | 1, Dois, 3 - Ao Vivo                             |
| 2017 | "Pedras"                                                         | César Menotti & Fabiano         | Memórias II ao Vivo                              |
| 2017 | "Fui Homem Demais"                                               | Júnior & Jovane                 |                                                  |
| 2018 | ''Nem Favo nem Mel ( Somente Luciano)                            | Pablo do Arrocha                | Pablo & Amigos no Buteco                         |
| 2019 | "Sinônimos / Pense em Mim / É o Amor"                            | Chitãozinho & Xororó e Leonardo | A História Continua ao Vivo em São Paulo         |
| 2019 | "Eternos Namorados"                                              | Otávio Augusto & Gabriel        |                                                  |
| 2019 | "Saudade Bandida"                                                | Day & Lara                      | Vai Ser Bão Pra Lá                               |

### Singlespromocionais
| Ano  | Single                                          | Álbum                     |
| ---- | ----------------------------------------------- | ------------------------- |
| 1999 | "Quando a Cabeça Não Pensa"                     | Zezé Di Camargo & Luciano |
| 2000 | "Quem é Ele?"                                   | Zezé Di Camargo & Luciano |
| 2002 | "Meu País"                                      | Zezé Di Camargo & Luciano |
| 2003 | "Um Dia Mais"                                   | Zezé Di Camargo & Luciano |
| 2003 | "Tristeza do Jeca"                              | Zezé Di Camargo & Luciano |
| 2009 | "Meu Primeiro Amor"                             | Lula, o Filho do Brasil   |
| 2010 | "Do Seu Lado"                                   | Double Face               |
| 2011 | "Telefone Mudo / Ainda Ontem Chorei de Saudade" | Double Face               |
| 2014 | "Depende" (part. Roupa Nova)                    | Teorias de Raul           |
| 2014 | "Seca Verde"                                    | Teorias de Raul           |

### Singlesem língua castelhana
| Ano  | Single                    | Álbum                                 |
| ---- | ------------------------- | ------------------------------------- |
| 1994 | "Quien Soy Yo Sin Ella"   | Camargo & Luciano                     |
| 1994 | "Dios"                    | Camargo & Luciano                     |
| 1994 | "Cambia de Vida"          | Camargo & Luciano                     |
| 2002 | "Doy La Vida por Un Beso" | Zezé Di Camargo & Luciano em Espanhol |
| 2002 | "Es Tarde Ya"             | Zezé Di Camargo & Luciano em Espanhol |

## Videografia

### Álbuns de vídeo
| Ano  | Álbum | Certificações  | Vendas                        |
| ---- | --- | -------------- | ----------------------------- |
| 2002 | Ao Vivo - Lançamento: 2002 - Formato: DVD - Gravadora: Columbia                                                                               | - PMB: Ouro    | - Vendas certificadas: 25.000 |
| 2004 | Ao Vivo na Estrada - Lançamento: 2004 - Formato: DVD - Gravadora: Columbia                                                                    | - PMB: Platina | - Vendas certificadas: 50.000 |
| 2009 | Duas Horas de Sucesso Ao Vivo - Lançamento: 2009 - Formato: DVD - Gravadora: Sony                                                             |                | - Vendas totais: 63.000       |
| 2012 | 20 Anos de Sucesso - Lançamento: 2012 - Formato: DVD - Gravadora: Sony                                                                        |                | - Vendas totais: 50.000       |
| 2015 | Flores em Vida Ao Vivo - Lançamento: 2015 - Formato: DVD - Gravadora: Sony                                                                    |                | - Vendas totais: 80.000       |
| 2017 | Dois Tempos - Parte 2 - Lançamento: 2017 - Formato: DVD - Gravadora: Sony                                                                     |                |                               |
| 2019 | A História Continua ao Vivo em São Paulo (com Chitãozinho & Xororó e Leonardo) - Lançamento: 2019 - Formato: Streaming - Gravadora: Som Livre |                |                               |